# Juanita
Juanita egy inka lány múmiájának fantázianeve, amelyet 1995 szeptemberében, 5000 méteres magasságban, Peruban, az Andok-beli Ampato-csúcs közelében fedezett fel Johan Reinhard amerikai antropológus. A „Jéglány” (spanyolul: La Niña del Hielo) néven is ismert, halálakor 14 év körüli gyermeket 1440-1450 között, a Machu Picchut építtető Pacsakutek Yupanki uralkodása alatt áldozták fel Intiilapának (a perui indiánok között Apusnak), a hegy istenének, aki az inka hitvilágban a bő termés és a vízkészletek ura volt. 

## Története

### Megtalálása
Johan Reinhard és kísérői Miguel Zárate és Jose Antonio Chavez perui régész 1995. szeptember 8-án, az Ampato csúcsára szervezett harmadik expedíciójuk során, a vulkáncsúcs belsejében, a közeli Sabancaya vulkán két héttel korábbi kitörése következtében felszínre került, inka időkből származó sírgödörre bukkantak. A benne talált csonttá fagyott lánymúmia arca és felsőteste a rengés közben kicsomagolódott és összeaszalódott, de a betakarva maradt részek teljesen épek maradtak. A tetem körül áldozati adományokat, edényeket, élelmiszert és kis figurákat is találtak.
A jégmúmiát felfedezői egy műanyag zsákba csomagolták, amelyet Reinhard hátizsákjára erősítve, a megtalástól számított 64 óra alatt juttattak el az  Arequipai Santa María Katolikus Egyetem mélyhűtő kamrájába; így a fagyos test szövetei nem engedtek fel, a test nem károsodott. A tetemet valamivel később a baltimore-i Johns Hopkins Kórházba szállították, ahol tüzetes vizsgálatoknak vetették alá.
Juanita megtalálása volt az év egyik legjelentősebb régészeti lelete, mert ez volt az első Kolumbusz előtti inka időkből származó női holttest, amelyet közel tökéletes épségben, megfagyott és kiszáradt állapotban találtak.

### A test
A kislány halálakor 14 éves lehetett, 1,40 méter magas, vékony testalkatú, teljesen egészséges, szűz és tökéletesen ép csontozatú. A kis test szinte mélyhűtött állapotban volt, és még tartalmazta az eredeti testnedveket. Súlya megtalálásakor 40 kg volt, ami megfelel egy hasonló korú lány súlyának.

### A halál körülményei
Juanita 1440 és 1450  között, egy a fejét ért erős ütés okozta agyvérzés következtében halt meg. A koponyatető jobb oldalán 5 centiméteres sérülés látható. A leütött, eszméletlen gyermeket még élve temették el, és a hegycsúcson uralkodó –20C°-os hidegben a kislány rövid időn belül megfagyott anélkül, hogy egy pillanatra is magához tért volna. Egyes kutatók kétségbe vonják a lány erőszakos halálát. Úgy vélik az inkák semmiképpen sem adtak volna „sérült” áldozatot isteneiknek. Valószínűleg kábító hatású itallal altatták el a gyereket, aki azután a kősírban megfagyott. A koponyasérülés később, egy hegyomlás miatt keletkezhetett.
Utoljára egy nappal halála előtt étkezett, gyomrában kokalevél, kukorica, és kukoricasör (chicha) maradványokat találtak.
A „Jéglány” gazdagon díszített hosszú, tarka ruházata, narancsszínű hatalmas toll fejdísze, ékszerei és a mellé temetett tárgyak (míves agyagedény, tolldíszes kis aranyfigura) kidolgozottsága alapján a kutatók úgy vélik magas rangú család gyermeke volt. Legérdekesebb személyes tárgya: köldökzsinórjának egy zsebkendőbe csavart darabkája.
Az inka hitvilágban az emberáldozat a mindennapos vallási szertartások része volt. Az isteneknek szóló felajánlások során, a nemesi családok, legszebb gyermekeit áldozták fel, mert úgy hitték, hogy a gyerekek haláluk után azonnal újjászületnek és maguk is védelmező, jóságos istenekké lesznek.

### Vizsgálatok
Juanita tetemét a baltimore-i kutatók komputertomográf és röntgen-vizsgálatnak vetették alá. Ellenőrizték csontozatát, koponyáját, gyomortartalmának maradványait, tüdő-, máj- és izomszövet teszteket, továbbá szívszövet-minta alapján DNS-elemzést is végeztek. DNS-ének azonosítása révén megállapították, hogy a lány szoros rokonságban állt a panamai Ngobe törzzsel, és ősei a Bering-földhídon át Amerikába vándorolt taiwani- és koreai-gyökerekkel rendelkeztek.

## Kiállítások
A tudományos vizsgálatok végeztével a kislány múmiáját 1996-tól az Egyesült Államok szerte vándorkiállításokon mutatták be, majd 1999-től 15 hónapon keresztül Japánban volt, ahol tizenhárom különböző helyszínen állították ki.
Juanita múmiája 2000-ben került vissza Peruba, és azóta az arequipai Andoki Szentélyek Múzeumában (Museo Santuarios Andinos) látható. A jégmúmiákat nehéz és költséges megőrizni. A mélyhűtő vitrinben olyan hőmérsékletnek és páratartalomnak kell lennie, mint az eredeti lelőhelyen; továbbá a  vitrinüveg mentén ki kell egyenlíteni a külső és belső hőmérsékletet, hogy a kicsapódó víz ne rakódjon az üvegre. Az inka kislányt mínusz 19,5 °C-on és 80%-os relatív páratartalom mellett tárolják.

## További áldozatok
Az Andok fagyos csúcsai több Juanitáéhoz hasonló sírt őriznek. 1999-ben 6739 méteres magasságban, az argentínai Cerro Llullaillaco szent hegyének inka romjai között Reinhard  további három gyermekmúmiát – két lányt és egy fiút – talált.
A Juanita múmiáját bemutató  Museo Santuarios Andinos kiállításán is több inka kori gyermekáldozat látható: a Picchu Picchu vulkánnál talált Kisgalamb (kecsua nyelven  Urpicha ); a Sarasara-vulkánnál feláldozott Sarita;  és öt további múmia, amelyeket  az Arequipa melletti El Misti vulkánnál találtak.

## Jegyzet
1. ↑  A Time magazin 1995. évi felmérése szerint.
2. ↑  Az inkák gyógyító erőt tulajdonítottak a köldökzsinórnak, így mindenki élete végéig őrizte sajátjának egy darabját.

1. 1 2 3  Renate Germer. 'Múmiák a világ minden tájáról. Budapest: Tessloff és Babilon Kiadó, 30-31. o. (2006). ISBN 963-9446-86-6
2. ↑  Johan Reinhard. The Ice Maiden: Inca Mummies, Mountain Gods, and Sacred Sites in the Andes. Washington, D.C: National Geographic Society (2005)
3. ↑  Vita az inka múmiák sorsáról. Múlt-kor. (Hozzáférés: 2005. szeptember 26.)

## Külső hivatkozások
- Juanita jéghercegnő
- Universidad Católica de Santa Maria: Museum Santury (spanyolul)
- Dr. José Antonio Chávez: Diverse Fotos von Juanita (spanyolul)
- National Geographic: Inca Mummies (angolul)